# Шонсола
 Шонсола  — деревня в Звениговском районе Республики Марий Эл. Входит в состав Шелангерского сельского поселения.

## География
Находится в южной части республики Марий Эл на расстоянии приблизительно 30 км по прямой на север-северо-восток от районного центра города Звенигово.

## История
Известна с 1864 года как выселок. В 1878 году здесь было отмечено 10 дворов и 58 жителей, в 1926 году 17 и 80 соответственно, в 1939 году 599 жителей. Некоторое время (1920-е годы) у деревни было альтернативное название — Ончылсола.

## Население
Население составляло 37 человек (мари 81 %) в 2002 году, 34 в 2010.